# 이탈리아계 뉴질랜드인
이탈리아계 뉴질랜드인(이탈리아어: italo-neozelandesi)은 뉴질랜드에서 태어난 시민으로, 완전히 또는 부분적으로 이탈리아 혈통을 가지고 있거나, 조상이 이탈리아 이주 기간 동안 뉴질랜드로 이민 온 이탈리아인이거나, 뉴질랜드에서 태어난 이탈리아인이다.

## 인구 통계
이탈리아인들은 뉴질랜드의 모든 지역에 거주하며, 가장 흔한 두 지역은 오클랜드 지역과 웰링턴 지역이다. 이탈리아계 뉴질랜드인의 80.7%는 인구 30,000명 이상의 주요 도시 지역에 거주한다. 대부분의 이탈리아인들은 북섬(83.5%)에 거주하며 나머지는 남섬(16.4%)에 거주한다. 인구는 2006년에서 2013년 사이에 21.8% 증가했다. 2006년 인구 조사에서는 이탈리아계 뉴질랜드인이 3,114명으로 집계되었다.
2013년 인구 조사에 따르면, 1,464명이 집에서 이탈리아어를 사용한다. 뉴질랜드 영어는 이탈리아계 뉴질랜드인들이 가장 널리 사용하는 언어로, 95.9%가 영어를 구사할 수 있다.
2016년 기준, 2016년 이탈리아 개헌 국민투표에 따르면 뉴질랜드에 거주하는 등록된 이탈리아 시민(이중 국적자 포함)은 3,217명이었다.
2018년 기준, 이탈리아계 뉴질랜드인은 5,352명이었고, 이탈리아 시민은 2,947명이었다.

## 역사적 개요

### 초기
이탈리아인들은 18세기 중반부터 뉴질랜드에 제한된 수로 도착하기 시작했다. 뉴질랜드 땅을 처음 밟은 이탈리아인은 1769년의 안토니오 폰토였다. 폰토는 제임스 쿡 선장의 배 HMS 인데버호의 승무원이었다. 1840년에 도착한 살바토레 치미노는 웰링턴에 정착한 첫 번째 이탈리아인으로 여겨진다. 그러나 1860년 이후에야 이탈리아를 선교사, 음악가, 예술가, 전문직 종사자 및 사업가와 같은 비경제적인 이유로 떠난 교육받은 개인이 많이 도착했다. 1860년 12월, 이탈리아에서 온 소수의 프란치스코회 사제들이 퐁팔리에르 주교와 함께 마오리족을 위한 가톨릭 선교를 시작하기 위해 뉴질랜드에 왔다. 이 선교는 성공하지 못했고 1873년에 사제들은 뉴질랜드에서 떠났다.
19세기 내내 뉴질랜드에 도착한 이탈리아인의 수는 적었다. 1890년대 후반까지 두 나라 사이에 직항선이 없었기 때문에 항해는 비용이 많이 들고 복잡했다. 1869년 수에즈 운하 개통 전에는 항해가 두 달 이상 걸렸다. 뉴질랜드로 떠나려는 이탈리아 이주자들은 독일 선사를 이용해야 했는데, 이 선사들은 제노바와 나폴리 항구에 한 달에 한 번 이하로 기항했다. 따라서 미국, 캐나다, 오스트레일리아, 브라질, 아르헨티나, 영국, 아랍에미리트, 싱가포르와 같은 다른 해외 목적지가 훨씬 더 매력적이었고, 따라서 이주 패턴이 더 빠르게 확립되고 훨씬 더 많은 수가 유입되었다. 1860년대 뉴질랜드 골드러시는 한 무리의 이탈리아인들을 뉴질랜드로 끌어들였다. 골드러시가 끝난 후 일부 이탈리아인들은 이탈리아 본국으로 돌아갔고, 일부는 오스트레일리아로 이주했으며, 다른 이들은 도시에서 일자리를 찾았다.
뉴질랜드의 모양은 이탈리아 이주민을 유치하기 위한 마케팅 도구로 사용되었는데, 19세기 이탈리아 이민 홍보업자는 뉴질랜드를 거꾸로 뒤집어 "발 끝 부분이 위를 향하게" 하여 이탈리아와 닮았다는 것을 보여주었다.

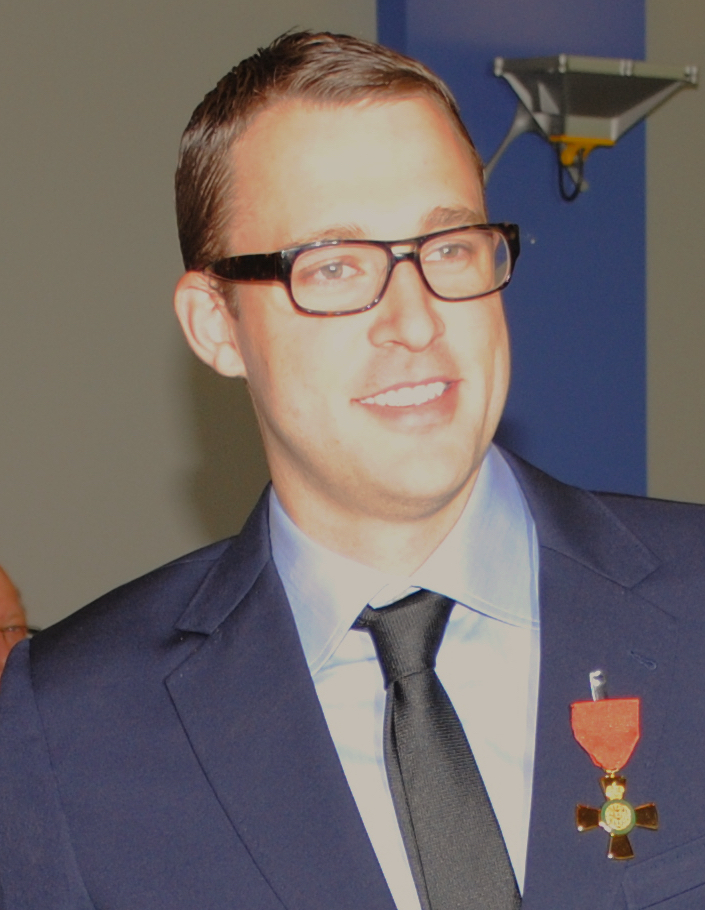
대니얼 베토리

1870년대에는 조직적인 이탈리아 이민자 집단이 도착했다. 이들 중에는 1875년 이탈리아 북부 리보르노 지역의 한 중개인이 모집한 다양한 직업을 가진 약 230명의 남성이 포함되었다. 뉴질랜드에 도착한 이들은 와이라라파 철도 노동과 같이 종종 자신들에게 맞지 않는 일에 배정되었다. 한 이탈리아인 집단은 웨스트랜드의 잭슨 베이로 보내져 포도와 뽕나무를 재배하게 했지만, 이 계획은 날씨가 작물에 맞지 않아 실패했다. 일부 남성은 가족과 함께 도착했고, 다른 이들은 나중에 아내와 자녀를 데려와 연쇄 이주로 불리는 방식으로 합류했다.

### 20세기
20세기에 더 많은 이탈리아 이민 물결이 도착했다. 1914년까지 마사 루브렌세와 스트롬볼리 출신의 이탈리아인 약 50명이 이스트본에 거주했으며, 대부분 어업에 종사했다. 1920년대부터 이 어부들 중 상당수는 웰링턴의 아일랜드 베이로 이주했는데, 이곳에는 이미 19세기 이주민들로부터 이탈리아인들이 거주하고 있었다. 1933년 아일랜드 베이에 기반을 둔 어선이 폭풍으로 파괴되어 4명의 목숨을 잃었다. 그 이후로 남부 이탈리아에서 유래한 전통에 따라 가톨릭 교회에서 매년 보트 축복식을 거행하고 있다. 다른 이탈리아인들, 특히 토스카나의 피스토이아 출신들이 많았는데, 이들은 헛밸리에서 원예업에 종사했다. 헛밸리의 이탈리아인 채소 농장은 토지 가치가 상승하고 주택용으로 토지가 매각되면서 1960년대 중반까지 거의 사라졌다.
1905년에서 1930년 사이에 넬슨에는 원예업을 중심으로 이탈리아인 공동체가 형성되었다. 이들 가족의 대부분은 소렌토, 마사 루브렌세, 산 아가타, 마리나 디 푸올로 등 남부 이탈리아 출신이었다. 재배 작물에는 토마토와 마늘, 가지, 피망을 포함한 다른 채소들이 있었다. 제1차 세계 대전 중에는 넬슨의 "영국인" 원예업자들이 "외국인"들은 가족과 함께 집에 있을 수 있는데 자신들은 병역을 해야 한다고 반대하면서 긴장이 고조되었다.
제2차 세계 대전 중 뉴질랜드 거주 이탈리아인들은 "적국 외국인"으로 간주되었다. 일부는 마티우 / 솜즈 섬에 억류되었고, 다른 이들은 귀화한 뉴질랜드인이든 아니든 1939년 외국인 통제 비상 규정에 따라 경찰서에 자신을 등록해야 했다.
1968년 뉴질랜드에 거주하는 이탈리아인에 대한 연구에 따르면, 당시 뉴질랜드에 거주하는 이탈리아인 1550명 중 90% 이상(통가리로의 터널 작업자는 제외)이 어떤 형태로든 연쇄 이주를 통해 도착했으며, 일부 경우에는 그 연결이 60년 전으로 거슬러 올라갔다. 이들 대부분은 작은 마을과 시골 출신이었고, 농업 노동자, 농부, 시장 농부 또는 어부 출신이었다. 1966년 뉴질랜드에 거주하는 이탈리아 태생 인구의 10% 미만이 1950년에서 1954년 사이에 실향민으로 도착했다. 이들은 주로 제2차 세계 대전 이후 유고슬라비아에 할양된 이탈리아 지방 출신이었다.

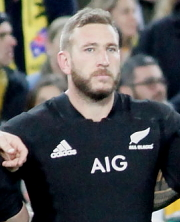
루크 로마노

1967년에서 1982년 사이에 수백 명의 이탈리아인 경암 터널 기술자들이 투랑기로 와서 공공사업부의 통가리로 전력 개발 프로젝트에 참여하여 터널과 지하 발전소를 건설했다. 이들은 이탈리아 회사 코델파-코게파와 계약을 맺었는데, 이 회사는 작업장 근처의 여섯 개 캠프에 숙소, 의료 서비스, 사제, 이탈리아 음식과 와인을 제공했다. 이들 중 상당수는 회사의 본사가 있던 이탈리아 북부 트레비소 주변 출신이었다. 터널 기술자 및 광부의 수호성인인 산타 바르바라를 위한 미사와 같은 이탈리아 전통도 존중되었다. 프로젝트가 완료된 후 일부 작업자들은 이탈리아로 돌아갔지만 다른 이들은 뉴질랜드에 머물렀다. 2017년에는 투랑기에서 코델파-코게파 직원들을 위한 50주년 동창회가 열렸다.

## 문화
이탈리아인들은 자신들의 언어, 음식, 풍습을 뉴질랜드로 가져왔다. 1882년 이탈리아 이주민들이 웰링턴에 가리발디 클럽을 설립했는데, 이는 남반구에서 가장 오래된 이탈리아 클럽 중 하나이다. 이 클럽은 사교 행사, 민속 무용, 카드 게임과 같은 활동을 주최한다. 1992년, 가리발디 클럽은 폴 엘레니오가 쓴 "세상의 끝으로(Alla Fine Del Mondo – To the Ends of the Earth)"라는 제목의 웰링턴 이탈리아 역사에 관한 책을 출판했다. 웰링턴에는 또한 치르콜로 이탈리아노 디 웰링턴이 있다.
오클랜드 단테 알리기에리 이탈리아 협회는 사람들을 위한 이탈리아어 강좌, 문화 행사, 음식, 강연 및 토론, 그리고 이탈리아어 및 문화 축하 행사를 제공한다. 페스티벌 이탈리아노는 단테 알리기에리 협회에서 주최하며 매년 오클랜드에서 기념된다. 이 축제에는 이탈리아 음식, 음료, 라이브 음악 및 오락이 포함된다.
넬슨에서는 1931년에 클럽 이탈리아가 결성되어 다양한 사교 행사 및 활동을 주최한다. 그 임무는 "이탈리아 공동체의 문화, 전통, 유산을 보존하고 존중하며, 역사적인 시설을 노동 계급 이민자들을 위한 기능적인 기념물로 유지하는 것"이다.

## 저명한 이탈리아계 뉴질랜드인
- 리베라토 카카체, 축구 선수
- 움베르토 칼치나이, 럭비 유니온 선수
- 브렌던 디아만티, 크리켓 선수
- 케이트 드 골디, 작가
- 라프 데 그레고리오, 축구 선수
- 루크 로마노, 럭비 유니온 선수
- 파올로 로톤도, 배우
- 릭 살리초, 방송인
- 대니얼 베토리, 크리켓 선수

## 같이 보기
- 유럽계 뉴질랜드인
- 오세아니아의 유럽인
- 뉴질랜드의 이민
- 이탈리아계 오스트레일리아인
- 이탈리아 이주
- 이탈리아계 뉴질랜드인 목록
- 파케하

## 추가 자료
- Alla Fine del Mondo: To the ends of the Earth by Paul Elenio (1995, revised edition 2012)
- A Deserter's Adventures: The autobiography of Dom Felice Vaggioli by Dom Felice Vaggioli (1911, translated and published by John Crockett, 2001)[1]
- 뉴질랜드 이탈리아 이민 문서 디지털 아카이브
- Family Business: An Italian - New Zealand story by Vincent Moleta (2012)[2]
- 유연한 정체성: 뉴질랜드 마오리 이탈리아인의 내러티브, 아달지사 조르조 및 카를라 A. 후카마우 (2019)
- Pasta, Prayer and Promise - the story of Nelson's Italian community, 1860-2014 by Karen Price and Karen Stade (2014)[3]

1. ↑  Press, Otago University. “A Deserter's Adventures: The autobiography of Dom Felice Vaggioli, translated by John Crockett”. 《University of Otago》 (영어). 2022년 12월 24일에 확인함.
2. ↑  “Family Business: An Italian-New Zealand story”. 《The University of Canterbury》 (영어). 2022년 12월 24일에 확인함.
3. ↑  “New book explores Nelson's Italian history”. 《Stuff》 (영어). 2015년 4월 30일. 2022년 12월 24일에 확인함.